# Celaenia calotoides
Celaenia calotoides Rainbow, 1908 è un ragno appartenente alla famiglia Araneidae.

## Distribuzione
La specie è stata reperita nel Nuovo Galles del Sud (Australia): l'olotipo è stato rinvenuto nei dintorni di Parkville, cittadina nei pressi di Scone

## Tassonomia
Al 2012 non sono note sottospecie e dal 1908 non sono stati esaminati nuovi esemplari.